# O naturze i łasce
O naturze i łasce (łac. De natura et gratia) – dzieło Augustyna z Hippony napisane na początku 415 r. w pierwszej fazie jego  polemiki z pelagianami. Głównym tematem księgi jest różnica między naturą człowieka przed i po grzechu pierworodnym oraz konieczność łaski Chrystusa dla osiągnięcia życia wiecznego.

## Okoliczności powstania
Dzieło Augustyn napisał na początku 415 r. w odpowiedzi dwóm uczniom Pelagiusza, Tymazjuszowi i Jakubowi, którzy przysłali biskupowi Hippony traktat swego mistrza De natura z prośbą o wykazanie błędu (por. Sprostowania, II, 68,42). O napisaniu swego nowego dzieła Augustyn informował Ewodiusza przy końcu listu 169 (415 r.) Pisał, że jest to obszerne dzieło przeciw herezji pelagiańskiej napisane dla pewnych braci, których Pelagiusz przekonał do niezwykle szkodliwej opinii na temat łaski Chrystusa. Orozjusz mówił o nim w grudniu w Palestynie na synodzie w Liddzie, w czasie którego badano prawowierność Pelagiusza. W liście 186 do Paulina Augustyn wspomniał, że nie wymienił Pelagiusza z imienia, by nie podburzać do osobistych ataków na niego. Tymazjusz i Jakub przyjęli traktat z wdzięcznością. Podziękowali Augustynowi w liście pisząc, że ze zdziwieniem znaleźli w jego traktacie wszystkie odpowiedzi na temat herezji pelagiańskiej. Augustyn zacytował ten list w Dziejach procesu Pelagiusza (De gestiis Pelagii), XXIII, 47. Następnego roku (416) Augustyn wysłał traktat do Jana, biskupa Jerozolimy razem z listem 179, następnie do papieża Innocentego I (z listem 177) w imieniu 5 biskupów. Innocenty odpowiedział  w liście 183d. Julian z Eklanum zaatakował ten traktat w Ad Florum jako dzieło przeciwko wolnej woli. Wypowiedź tę zacytował Augustyn w Niedokończonej drugiej polemice przeciw Julianowi, ks. VI.

## Treść
Traktat o naturze i łasce ukazuje przede wszystkim różnicę między naszą naturą upadłą po grzechu pierworodnym, a nienaruszoną naturą Adama w Raju. Augustyn polemizował z główną tezą Pelagiusza, głoszącą tożsamość ludzkiej natury stworzonej w Raju i łaski pierwotnej sprawiedliwości. Ukazywał dwa stany natury człowieka, najpierw nienaruszonej, integralnej, następnie upadłej (n. 50-65). Jak wskazał F.-J. Thonnard, Augustyn sprostował błędne nauczanie Pelagiusza w kilku kwestiach:
- (n. 59) Przywileje natury nienaruszonej w Raju – nazywa się ją naturą, gdyż przekazywałoby się ją przez zrodzenie – mogły zostać utracone przez grzech, gdyż miały charakter nadprzyrodzony, nadnaturalny… Jednym z nadprzyrodzonych przywilejów natury niezranionej była możliwość niegrzeszenia. Była to zdolność nieodłączna od natury (« quanquam inseparabilem habere possibilitatem ») w tym sensie, że była łaską Boga. Nie zaś, jak utrzymywał Pelagiusz, dlatego że wynikała nieodłącznie z łaski stworzenia. Zdolność niegrzeszenia – jak twierdził herezjarcha – mieści się w konieczności natury (in naturae necessitate est), jest wszczepiona bez możliwości oddzielenia. Według Pelagiusza natura Adama przed upadkiem i natura, którą mamy teraz jest taka sama, ma tę samą zdolność nie popadania w grzechu. Według Augustyna, jeśli by zdolność niegrzeszenia była nie do utracenia przez naturę (inamissibilis), wtedy, nie mogłoby być mowy o jakiejkolwiek słabości woli, tym bardziej o rozdźwięku między wolą, a wykonaniem. Gdyby tak rzeczywiście było, argumentował Augustyn, do jakiej natury odnosiłyby się słowa św. Pawła w Liście do Rzymian: „bo łatwo przychodzi mi chcieć tego, co dobre, ale wykonać – nie” (Rz 7,18)? Gdyby Pelagiusz miał rację, o tej naturze, która może być zepsuta i „potrzebuje lekarza, który uzdrowiłby oczy niewidomego” (por. J 9,1-41) nie można by nawet wspomnieć. Jednak sytuacja w której niewidomy chce widzieć, a nie może, jest dokładnie tą, którą opisał św. Paweł: jest wola działania dobrze, ale brakuje możliwości ze strony natury.
- (n. 60) Upadek natury jawi się jako pozbawienie pierwotnej łaski i jej przywilejów. Natura upadła jest poraniona podobnie jak człowiek, którego pół-żywego znalazł przy drodze miłosierny Samarytanin (por. Łk 10,30-35).
- (n. 62) Nie można więc utożsamiać sprawiedliwości natury i łaski Boga. Natura stworzona nie miała sama w sobie sprawiedliwości. Sprawiedliwość była owocem nadprzyrodzonej łaski Boga.
- (n. 64) Takie rozumienie ma swe źródło bardziej w Objawieniu niż w rozumowaniu naturalnym. Jest ono koniecznym wnioskiem ze zmagania pomiędzy ciałem i duchem, opisanego przez św. Pawła.

Augustyn udowadniał, że w trosce o osiągnięcie zbawienia nie możemy liczyć na zasoby natury, z którą się rodzimy, mimo że Adam mógł. Nasza natura nie jest ozdobiona pierwotną sprawiedliwością, lecz jest naturą zepsutą przez grzech. Konieczna jest więc łaska Chrystusa, która leczy jej zranienia i daje nadprzyrodzoną moc osiągnięcia swego celu, czyli życia w wiecznej szczęśliwości – podobną do tej, jaką miał nasz pra-ojciec Adam stworzony na obraz i podobieństwo Boże. Jak zauważył F.J. Thonnard, chociaż dalszy rozwój dogmatu o łasce uzupełnił tę wizję o pewne szczegóły, jednak w nauczaniu Augustyna znajdują się już wszystkie jego istotne elementy.
Augustyn użył w tym dziele sformułowania massa damnata oraz dał wyraz przekonaniu o wyłączeniu Matki Chrystusa z grona grzeszników, „propter honorem Domini” (zob. De natura et gratia, 36.42; CSEL 60, 263 [23]-264 [4]) 

### Wydania tekstu
Tekst oryginalny łaciński:
- Corpus Scriptorum Ecclesiasticorum Latinorum (CSEL) 60,231-299, wyd. C. F. Urba, J. Zycha /1913/.
- Nuova Biblioteca Agostiniana (augustinus.it)
- Patrologia Latina 44,271.

### Opracowania
- Gerald Bonner: Rozdziały: 8. The Pelagian Controversy: the Course oraz 9. The Pelagian Controversy: the Issues. W: St. Augustine of Hippo. Life and Controversies. Norwich: The Canterbury Press, 1986, s. 312-393. ISBN 0-86078-203-4.
- F.-J. Thonnard: Note complemetaire: „53. Les deux états de la nature humaine, « intégre » puis « corrompue », et la grâce du Christ (XLIII, 50-LV, 65, p. 338-357).”. W: BA 21 (Bibliothèque Augustinienne), La Crise Pélagienne I : Epistula ad Hilarium Syracusanum, De Perfectione iustitiae hominis, De natura et gratia, De gestis Pelagii,. Paryż: 1994, s. 614-622,, seria: Œuvres de Saint Augustin,  Troisième Série : La Grâce.